# Buccinum koshikinum
Buccinum koshikinum is een slakkensoort uit de familie van de Buccinidae. De wetenschappelijke naam van de soort is voor het eerst geldig gepubliceerd in 1988 door Okutani in Okutani, Tagawa & Horikawa.